# Torysa (Gemeinde)
Torysa (ungarisch Tarca) ist eine Gemeinde im Osten der Slowakei mit 1653 Einwohnern (Stand 31. Dezember 2024). Sie gehört zum Okres Sabinov, einem Kreis des Prešovský kraj.

## Geographie

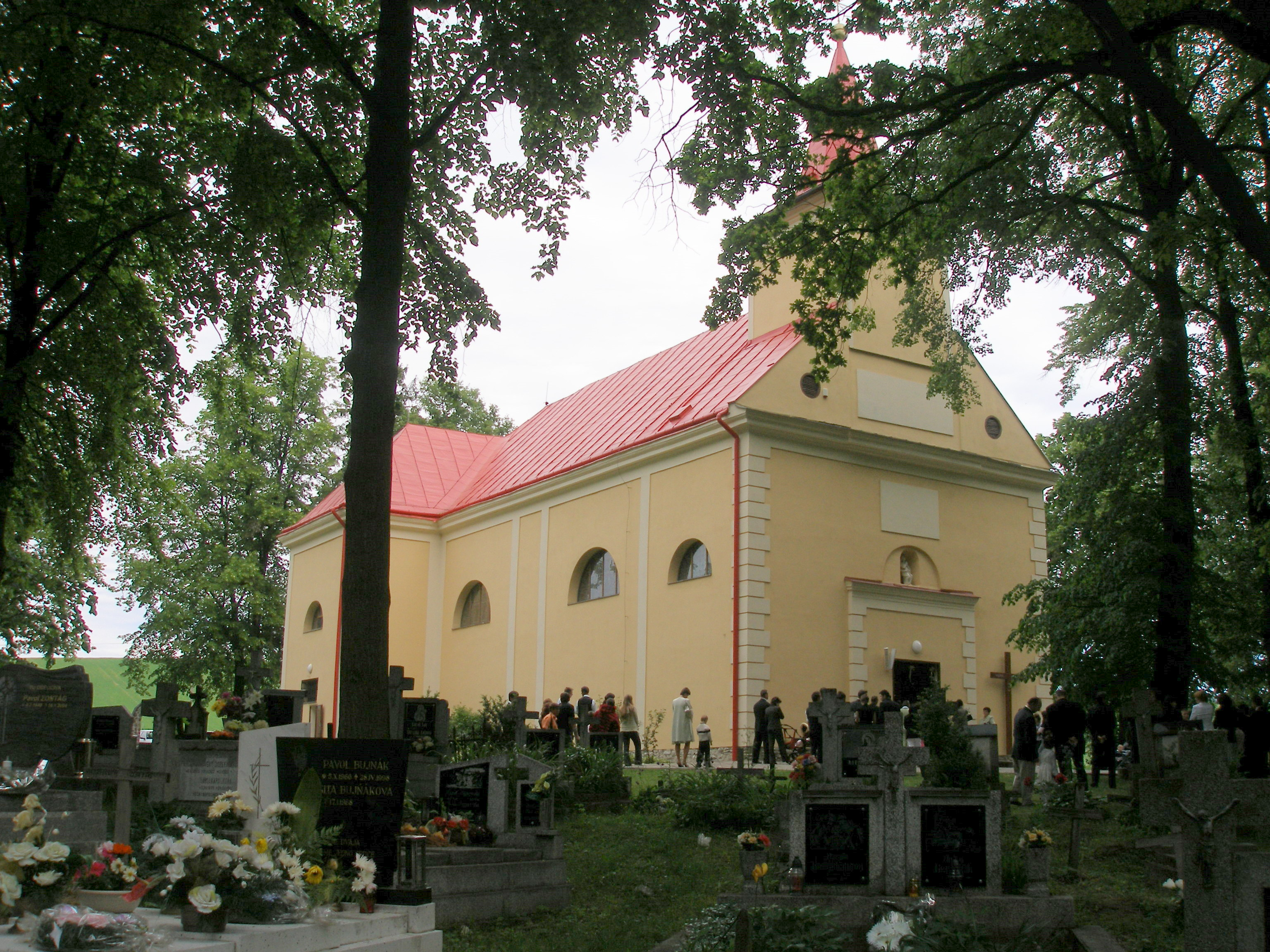
Kirche und Friedhof

Die Gemeinde befindet sich am oberen Flussverlauf der Torysa im Nordwesten der traditionellen Landschaft Šariš. Das Ortszentrum liegt auf einer Höhe von 449 m n.m. und ist sieben Kilometer von Lipany sowie 18 Kilometer von Sabinov gelegen.

## Geschichte
Torysa wurde zum ersten Mal 1265 schriftlich erwähnt und trug den Namen des Flusses. Im Mittelalter war der Ort dem Marktrecht zufolge ein Marktflecken sowie Sitz eines Herrschaftsgebiets, das 10 umliegende Orte umfasste. Durch die Lage am steilen Flussverlauf litt der Ort unter zahlreichen Hochwasser, wie jenes von 1813, das die damalige Kirche und Landschloss zerstörte. 1828 sind 109 Häuser und 803 Einwohner verzeichnet. 

## Bevölkerung
| Jahr                | 1994 | 2004     | 2014    | 2024    |
| ------------------- | ---- | -------- | ------- | ------- |
| Anzahl der Personen | 1319 | 1470     | 1522    | 1653    |
| Unterschied         |      | +11,44 % | +3,53 % | +8,60 % |

| Jahr                | 2023 | 2024    |
| ------------------- | ---- | ------- |
| Anzahl der Personen | 1639 | 1653    |
| Unterschied         |      | +0,85 % |

Ergebnisse nach der Volkszählung 2001 (1381 Einwohner):
| Nach Ethnie: - 98,55 % Slowaken - 1,01 % Zigeuner - 0,14 % Ukrainer | Nach Religion: - 97,25 % römisch-katholisch - 1,30 % keine Angabe - 0,80 % griechisch-katholisch - 0,36 % konfessionslos |

## Bauwerke
- römisch-katholische Kirche von 1844